# Limnephilus iranus
Limnephilus iranus là một loài Trichoptera trong họ Limnephilidae. Chúng phân bố ở miền Cổ bắc.